# Le Frère des dragons
Le Frère des dragons (titre original : Brother to Dragons) est un roman de science-fiction de Charles Sheffield appartenant au genre post-apocalyptique, publié aux États-Unis en 1992 puis en France en 1994 aux éditions Robert Laffont dans la collection Ailleurs et Demain.

## Résumé
Dans un proche futur, après avoir connu un krach économique et bancaire nommé « La Grande Fracture », les États-Unis sont ravagés par la crise économique et la pollution. La science est partout déconsidérée et les savants honnis, la population les rendant responsables de cette situation. Sous couvert d'une apparence de démocratie, les inégalités sont extrêmes : la population survit d'expédients, tandis les nantis et les puissants vivent dans le luxe. Dans ce contexte post-apocalyptique, Job Napoléon Salk naît prématurément dans un centre de soins social. Sa mère, une jeune toxicomane, meurt en lui donnant le jour. La mâchoire du bébé est déformée et il souffre d'une grave insuffisance respiratoire. Pourtant, contre toute attente, il va survivre et grandir dans un orphelinat pour démunis que n'aurait pas désavoué Charles Dickens. Jusqu'à ce qu'un changement de direction le pousse à s'enfuir et le mette en contact avec les dures réalités de ce monde. Catalogué et marqué par erreur comme délinquant juvénile, il grandit et survit en exploitant au maximum son don pour les langues.
Au terme d'une série de péripéties qui formeront son caractère, Salk est capturé et amené dans le Mall, une cité interdite où résident les sénateurs, industriels et autres nantis. Wilfred Dell, un factotum au service des "Cent Princes", les oligarques qui gouvernent l'Amérique, lui propose un marché en échange de sa vie et de la liberté : être transféré comme espion dans le territoire de la Dent du Nebraska. « Dent » signifie en réalité « D.E.N.T. », acronyme de "Destruction et Elimination des déchets Nucléaires Toxiques". Des agents polluants concentrés y sont également retraités. Le territoire des États-Unis compte plusieurs de ces Dents, bien connues de la population qui en a même fait une comptine enfantine. Le régime y envoie en vrac criminels, opposants et indésirables. Ce sont de vastes espaces clos, des prisons à ciel ouvert dont il est impossible de s'échapper, car leur périmètre est défendu par des armes automatiques infaillibles. Après avoir été transféré sur place incognito avec d'autres proscrits, Job Salk aura pour mission de surveiller un groupe d'hommes de science qui ont été regroupés à cet endroit après avoir été bannis de la société. Dell est persuadé que ces savants se livrent à des activités illégales et cachent un secret susceptible de mettre en péril le régime qui l'emploie. Les satellites espions étant impuissants à récolter les renseignements qui justifierait une intervention directe, l'envoi d'un observateur sur le terrain est pour lui la seule alternative possible. N'ayant pas d'autre choix, le jeune homme accepte le marché qui lui est proposé.
S'ensuit un long voyage par la route vers l'ouest. Les portes de la Dent du Nebraska (ironiquement dénommée Xanadu) se referment sur Job Salk. En sa qualité de nouveau-venu, il va devoir, sans réelle protection, trier pendant trois mois des déchets nucléaires radioactifs et toxiques. Ces déchets sont régulièrement déversés du ciel au centre du périmètre par des avions-conteneurs. Au terme de cette période de probation, à laquelle nul ne peut échapper, ceux qui sont pas morts ou mourants après avoir été irradiés ou empoisonnés seront admis dans la communauté fermée de Xanadu, où ils pourront ensuite passer dans une relative sécurité le temps qui leur reste à vivre. Seuls réchappent à la période de probation ceux qui ont été plus malins ou plus prudents que les autres, ou simplement ceux qui ont eu plus de chance. 
Sorti irradié mais vivant de cette épreuve, Job Salk se voit temporairement exempté. On lui propose un travail provisoire de traducteur. Celui-ci va le mettre progressivement en contact avec l'ensemble des différents groupes ethniques qui occupent Xanadu, parmi lesquels il rencontrera même des enfants. Et lorsque le jour vient enfin de se rendre à Techville, le centre clos où se sont installés les scientifiques, il va profiter de cette opportunité pour s'introduire dans le bureau de la responsable, Hanna Kronberg. Après s'être habilement dissimulé et avoir écouté des conversations qui orientent son choix, le jeune homme parvient à s'emparer de deux flacons scellés, qu'il présume être de grande valeur. Mais son larcin est découvert. Identifié, poursuivi par hommes et machines, il est obligé de traverser à pied la partie centrale de la décharge radioactive. In-extremis, il s'introduit dans un « marchant », un tank manipulateur blindé, à bord duquel il fuit vers la clôture. Mais parviendra-t-il à franchir l'invisible barrière de lasers mortels qui entoure la Dent du Nebraska ?

## Le titre du roman
Le titre sibyllin du roman trouve son explication au chapitre 16, qui débute par une citation en exergue du Livre de Job dans la Bible :
"Je suis le frère des dragons 
 Et le compagnon des hiboux. 
 Ma peau est noire sur mon corps 
 Et mes os brûlent et se dessèchent"
Job, 30, 28 et 29
Cette citation fait allusion au fait que les travailleurs en probation qui meurent irradiés vont se couvrir d'ulcères purulents et de plaques, perdre leurs cheveux et être tuméfié de partout. Job Salk, lui, n'encaissera "que" cent soixante-dix rad (équivalant à 1,7 sievert) en sauvant Ormond, son instructrice. Ce qui lui vaudra d'être temporairement exempté. 

## À propos des déchets nucléaires
L'auteur nous brosse le portrait d'un monde où la vie humaine, fût-elle celle des proscrits, n'a plus aucune valeur. En effet, les déchets nucléaires et toxiques les plus variés sont déversés en conteneurs ou en vrac d'une hauteur de plusieurs centaines de mètres, par des avions-conteneurs qui manquent parfois de précision lorsqu'ils visent le centre de la Dent du Nebraska. La moitié de ces conteneurs éclatent ou se fissurent en arrivant au sol ! En préalable à l'intervention de tanks dotés de bras manipulateurs nommés "marchants", dont la cabine blindée de plomb est protégée contre les radiations, ce sont des hommes et des femmes en période de probation, revêtus d'une simple combinaison et munis d'un compteur de radiations, qui doivent au péril de leur vie trier les déchets pour identifier les plus nocifs. Sheffield nous explique que ce site a été choisi, car c'est un point bas fermé, vers lequel convergent les ruissellements et écoulements de surface périphériques.
Quant on voit le soin qui est actuellement porté au retraitement et au stockage des déchets nucléaires, il faut se demander si un tel ressort scénaristique est réellement crédible. Selon les critères actuels, il serait exclu de traiter avec une telle légèreté des déchets nucléaires, ne fût-ce que parce qu'un des cargos aériens pourrait s'écraser sur les villas des nantis ou ailleurs. Sans oublier le fait que ces mêmes avions s'imprégneraient de radioactivité (ce qui rendrait leur maintenance quasi impossible), et aussi parce que les eaux chargées qui s'enfouissent au centre de la dépression fermée finiraient par rejoindre une nappe phréatique et ressortir quelque part…

## L'immortalité symbiotique
À la fin du roman, on apprend que l'un des deux flacons ravis par Job Salk contient des micro-organismes génétiquement modifiés, qui se répandent par simple contact. Pour en assurer la diffusion, il suffit donc à un porteur de serrer brièvement la main d'un tiers. Conçus pour vivre en symbiose avec l'être humain, ces micro-organismes renforcent le système immunitaire et inhibent le processus de vieillissement. Pour celui qui en bénéficie, cela signifie vivre en bonne santé pendant plusieurs centaines d'années, une quasi-l'immortalité ! L'action des micro-organismes entraîne un effet secondaire, voulu par ses concepteurs pour freiner la surpopulation potentielle que "l'épidémie d'immortalité" pourrait logiquement entraîner : la perte de tout appétit sexuel !

## À propos du scénario
L'auteur passe sous silence les raisons qui auraient permis à une communauté scientifique dissidente forte de 3 000 personnes de bâtir des laboratoires, et de mener hors de tout contrôle des recherches susceptibles de porter préjudice à la classe dirigeante. Il ne nous apprend pas davantage comment ces savants, opposés au régime despotique et anti-scientifique des "Cent Princes", ont pu librement disposer du complexe et coûteux matériel requis pour effectuer les manipulations génétiques avancées qui constituent un ressort majeur du scénario.

## La préface de Gérard Klein dans la réédition de 1999
Gérard Klein, directeur de la collection Science-Fiction du Livre de Poche et de la collection Ailleurs et Demain des Éditions Robert Laffont, signe en préalable à la réédition une préface de dix-huit pages. Tout en explicitant la pensée de l'auteur, il y développe sa propre perspective concernant l'avenir proche de notre société, les risques qu'elle encourt ainsi que les orientations possibles.

## Prix et récompenses
Cette œuvre a obtenu le prix John-Wood-Campbell Memorial 1993.

## Éditions

### Édition originale américaine
- Brother to Dragons, Baen Books[2], novembre 1992, 261 p.  (ISBN 0-671-72141-0)

### Éditions française
- Le Frère des dragons, Robert Laffont, coll. « Ailleurs et Demain », mars 1994, trad. Guy Abadia, 288 p.  (ISBN 2-221-07613-3)
- Le Frère des dragons, Le Livre de poche, coll. « Science-fiction » no 7218, septembre 1999, trad. Guy Abadia, 314 p.  (ISBN 2-253-07218-4)